# Abbaye Sainte-Marie de Valldonzella
L'abbaye Sainte-Marie de Valldonzella (en catalan : Santa Maria de Valldonzella) est un monastère cistercien féminin situé dans l'ancienne commune de Sant Gervasi de Cassoles (appartenant aujourd'hui au district de Sarrià-Sant Gervasi de Barcelone), près du lieu où était située l'ancienne résidence royale de Bellesguard, à l'emplacement actuel de la Casa Bellesguard. Au cours de son histoire, pour diverses raisons, la communauté a été amenée à changer d'implantation à quatre reprises, toujours dans les environs de Barcelone. Le monastère actuel est situé au 41, rue de Cîteaux. Il a été conçu par l'architecte Bernardí Martorell dans un style néo-gothique moderniste.

## Histoire
Une communauté féminine, liée au monastère Saint-Cucufa, est attestée à Valldonzella dès la fin du XIIe siècle ; en 1226, l'évêque de Barcelone Berenguer de Palou la rattache à l'ordre cistercien : elle dépend alors de l'abbaye de Santes Creus. En 1237, Sainte-Marie de Valldonzella et Sainte-Marie de Valldaura sont formellement incorporées à l'ordre cistercien en tant qu'abbayes. La configuration des deux abbayes est similaire : une petite église romane (l'ermitage Sainte-Marguerite (ca)) et un bâtiment d'habitation, à l'écart des autres habitations, dans une petite vallée étroite, entourés de bois.
Lors de la fondation de l'abbaye, la communauté compte onze moniales autour de l’abbesse Berenguera de Cervera. Le premier site choisi étant peu sûr, en 1263, Jacques Ier d'Aragon autorise la communauté à s'installer à Barcelone (en dehors des murs de la ville) ; elle déménage en 1269, au lieu-dit La Creu Coberta. Il est vraisemblable qu'une partie de la communauté se soit opposée à ce déménagement, comme l'atteste une légende selon laquelle une image de la Vierge aurait désapprouvé le nouvel emplacement.
Au cours des années qui suivent, la communauté s'agrandit, accueillant de nombreuses femmes issues de la noblesse urbaine de Barcelone ; en 1308, la communauté compte trente-cinq moniales. Le monastère gagne également en prestige. Il reçoit de nombreuses donations de la part de Jacques Ier d'Aragon et de ses successeurs, ainsi que de la part des évêques de Barcelone, qui rattachent au monastère les paroisses Saint-Étienne de Parets (1291) et Sainte-Croix d'Olorda (1416). En 1395, Jean Ier d'Aragon y séjourne ; Martin Ier d'Aragon y meurt en 1410, et sa veuve Marguerite de Prades y passe une partie de son veuvage. Le monastère est également utilisé comme résidence par Ferdinand le Catholique lors de ses séjours à Barcelone, notamment du fait de son emplacement, sur la route reliant Barcelone à Valence et Saragosse.
Pendant la Guerre des faucheurs (1640-1652), les moniales abandonnent le monastère pour résider à l'intérieur des murs de la Barcelone. Le monastère est complètement détruit au cours du siège de Barcelone (1651-1652). En 1674, la communauté s'installe à Sainte-Marie de Nazareth, dépendant de l'abbaye de Poblet.
En 1814, les moniales se réfugient à Mataró (fin de la Guerre d'indépendance espagnole) ; le monastère est partiellement détruit, et reconstruit en 1826. Elles doivent à nouveau quitter le monastère en 1835 en raison du troisième désamortissement (vente aux enchères de biens détenus par l'Église catholique et les ordres religieux). En 1847, les moniales ayant survécu à l'issue de cette période d'exclaustration reprennent la vie conventuelle jusqu'en 1909 : les événements de la Semaine tragique les obligent à se réfugier à la Torre dels Pardals (ca), dans le quartier de Guinardó (propriété de la famille Valls i Martí). Comme de nombreux autres édifices religieux de Catalogne, le monastère est détruit par le feu.
En 1913, les moniales s'installent à Bellesguard, l'emplacement actuel du monastère, sur la recommandation de l'évêque de Barcelone Josep Torras i Bages. La construction d'un nouveau monastère commence, sous la direction de l'architecte Bernardí Martorell. L'église, dédiée à l'Assomption de la Vierge Marie, est achevée et consacrée en 1922. La communauté compte actuellement neuf moniales.